# مزرعة فلمونت الكشفية
مزرعة فيلمونت الكشفية هي مزرعة جبلية وعرة وكبيرة تقع بالقرب من بلدة سيمارون، نيو مكسيكو، والتي تغطي 140177 فدان (219,027 ميل مربع) من البرية في جبال سانغري دي كريستو في جبال روكي في شمال نيو مكسيكو. المزرعة في السابق كانت ملكا لبارون النفط وايت فيليبس والآن بعد أن أصبحت تابعة للكشافة الأمريكية وهي قاعدة وطنية عليا للمغامرة تتكون من طواقم الكشافة ومخاطرون يشارك في حملات الظهر والأنشطة الأخرى في الهواء الطلق. وتعتبر المزرعة واحدة من أكبر مخيمات الشباب في العالم من حيث المساحة.

## روابط خارجية
- Museums at Philmont فيلا فيلمونت، المكتبة التذكارية سيتون ومتحف فيلمونت، متحف كيت كارسون في رايادو
- Philsearch: مخطط رحلة تفاعلية وجولة مزرعة افتراضية
- USGS Professional Paper 505 التاريخ الجيولوجي للمزرعة فيلمونت الكشفية
- The Philmont Explorer قاعدة بيانات لمسارات رحلة فيلمونت  نسخة محفوظة 8 يوليو 2009 على موقع واي باك مشين.
- أصوات مقابلة أوكلاهوما مع إليوت «الأمل» وفرجينيا فيليبس. أول مقابلة شخص أجريت على 5 مايو 2009 مع إليوت «الأمل» وفرجينيا فيليبس، ابن وابنة في القانون من ويت فيليبس. الصوت الأصلي والمحفوظات نسخة معأصوات من مشروع التاريخ الشفوي أوكلاهوما.
- أفلام وثائقية عن تاريخ وتطور فيلمونت

‌